# ارنست لینتون
ارنست لینتون (انگلیسی: Ernest Linton; ۱۷ فوریهٔ ۱۸۸۰ – ۶ اوت ۱۹۵۷) بازیکن فوتبال اهل کانادا بود.
وی به‌همراه باشگاه فوتبال گالت به قهرمانی بازی‌های المپیک تابستانی ۱۹۰۴ دست پیدا کرده‌است.